# Kandla
Kandla (Gujarati: કંડલા) ist eine Stadt mit Seehafen im Distrikt Kachchh im Bundesstaat Gujarat im Westen Indiens. Der Hafen am Golf von Kachchh ist einer der wichtigsten Häfen an der Westküste des Indischen Subkontinents. Die Stadt entstand in den 1950er Jahren, als nach der Teilung von Indien und Pakistan der Seehafen Karatschi in Pakistan verblieb.

## Geographie
Kandla befindet sich am Golf von Kachchh. Die durchschnittliche Höhe beträgt 3 m.

## Bevölkerung
Bei der Volkszählung 2001 wurde die Einwohnerzahl Kandlas mit 14.695 Personen festgestellt, 8469 Männer und 6226 Frauen, die 2979 Haushalte bildeten.

## Hafen
Der Hafen, auch Deendayal Port Trust genannt, schlug 2008/09 72.225 Mio. t Güter um, eine Steigerung von über 11 % zum vorherigen Zeitraum; den größten Anteil machte Erdöl aus.

## Zyklon von 1998
1998 traf ein tropischer Zyklon auf Kandla. Offiziell kamen rund 900 Personen ums Leben. Die meisten von ihnen waren Arbeiter in den Salzgärten, die von der Sturmflut überrascht wurden. Mehr als 1800 Menschen wurden verletzt, oft durch einstürzende Gebäude und Hütten.